# ドイナ・ブンベア
ドイナ・ブンベア（Doina Bumbea, 1950年 - 1997年）は、北朝鮮による拉致被害者。ルーマニア出身の女性。1978年、イタリアのローマで北朝鮮工作員によって拉致された。癌のため、1997年に北朝鮮で死去。最後を看取ったのは、北朝鮮による日本人拉致被害者で看護師であった曽我ひとみである。曽我ひとみの夫チャールズ・ジェンキンスの著書『告白』（2005年）で知られるようになった。

## 人物・おいたち
ドイナ・ブンベアは1950年1月15日、ルーマニアの首都ブカレストに生まれた。ドイナの父はルーマニア軍の軍人で大佐の階級にあったが、ある晩、将軍の夫人と踊っていたとき、彼女を誘惑しようとして失敗し、言い争いになって左遷されたという。母はロシア人で両親ともにルーマニアに住んでいた。彼女は幼いころから父親に虐待を受けていたので、早く家を出たがっていた。彼女には年の離れた弟ガブリエル (Gabriel) がいる。
ドイナは当初、ブカレストの美術大学に通っていたが、1970年、大学1年生のときにイタリア人旅行者と出会って彼と結婚し、ローマで絵の勉強を続けた。しかし、彼女の流産を機に離婚し、その際、ドイナは10年間余裕をもって生活できるだけの慰謝料を入手し、その後イタリアの美術学校に通って卒業した。ドイナは、1973年と1976年の2回、ルーマニアに一時帰国しており、1976年の帰国では当時9歳の弟ガブリエルとともに過ごした。チャールズ・ジェンキンスは、確かに彼女はすばらしい美術の才能を持っていて、彼女が描いた絵画は見事なものだったと証言している。

## 拉致・目撃情報
ルーマニア紙『Evenimentul Zilei（英語版）』の2007年3月20日号などによれば、ドイナ・ブンベアは1978年10月にローマで拉致されたとみられ、失踪直前、彼女はルーマニアの両親に何度も電話をかけ、直前に日本で美術展覧会を開かないかとのオファーを「自称イタリア人」から受けたことで興奮していたという。ジェンキンスの著書ではドイナは美術商のようにみえる「自称イタリア人」から経歴や暮らしぶりを聞かれ、個展のツアーを持ちかけられて「香港などはどうだろう」と誘惑されたと記している。いずれにしても、「自称イタリア人」は実際には北朝鮮の人間（北朝鮮支持者か北朝鮮に雇われた工作員）であった。ドイナは、ルーマニアの旅券もイタリアの旅券も持っていなかったので、男がつくってくれた北朝鮮の偽造旅券を持って旅立った。ソビエト連邦領内は問題なく通過したが、北朝鮮に寄ったところを当局に拘束された。拘束理由は偽造旅券だということであったが、まさにその通りであったために言い逃れできなかった。結局のところ彼女は騙されたのであり、どこへも行くことができなくなってしまった。家族は、彼女の友人（を名乗る人物）からは「ドイナが死亡した」との電話を受け取った。しかし家族はその3日後に、ドイナ本人からの「拉致されている」との電話を受け取っている。
チャールズ・ジェンキンスによれば、ジェンキンスら4人のアメリカ陸軍投降兵は1972年まで小家屋での軟禁状態に置かれた。そのうちの1人、ジェームズ・ドレスノクの結婚相手がドイナ・ブンベアであった。2人のあいだには1980年暮れに生まれたリカルドと1984年春に生まれたガブリエルの2人の息子がいた。ガブリエルは「ガビ」と呼ばれていた。ドイナの家族が、イギリス制作のドキュメンタリー番組『休戦ラインを超えて (Crossing the Line)』を2006年末に視聴したところ、ドイナの息子のガブリエルが登場しており、彼女によく似ていたという。彼女は、自分の愛した弟の名を次男につけたと思われる。
1978年、ドレスノク、ジェリー・パリッシュ、ラリー・アレン・アブシャーの3人の脱走者は、いずれも北朝鮮によって拉致されてきた外国人と結婚し、1980年にはジェンキンスも曽我ひとみと結婚し、それぞれの家庭は途中離れ離れになったことがあったが、1981年以降は平壌の勝湖区域立石里に同じ3階建てのアパートの2階と3階に転居させられ、そこで暮らしていた。なお、1979年から1981年にかけて北朝鮮で制作されていたスパイ映画『名もなき英雄たち』にドイナ自身が出演していたという。
チャールズ・ジェンキンス『告白』には、ドイナが曽我ひとみをいじめたことがあるという記述があり、それを読んだドイナの母は日本の「救う会」のメンバーに会うなり「曽我ひとみに謝罪したい」「決してそういう子ではなかった」と語ったという。またドイナが曽我ひとみに教えた料理のひとつに、ドイナの母がドイナに伝えたものがあったという。
ドイナ・ブンベアは1996年、肺がんと診断された。医師からの説明は、すでに進行していて手の施しようがないというものであった。退院して間もなく体調が悪化し、約半年持ちこたえたが、最後の数か月はひどく苦しんだ。看護師でもあった曽我ひとみは毎晩ドイナを見舞ってモルヒネを注射してやっていた。1997年1月、ドイナ・ブンベアは癌で死去した。46歳であった。彼女の最期は曽我ひとみが看取った。北朝鮮の土に埋葬されたくないというドイナの希望により、遺体は火葬された。なおドレスノクはその後、1999年に北朝鮮人とトーゴ人の混血女性ダダと再婚した。